# Neomammillaria carnea
Neomammillaria carnea là một loài thực vật có hoa trong họ Cactaceae. Loài này được (Purpus) Britton & Rose mô tả khoa học đầu tiên năm 1923.